# Ланджес, Клаудио
Кла́удио Ла́нджес (итал. Claudio Langes, 4 августа 1960, Брешиа) — итальянский автогонщик, участник чемпионата мира по автогонкам в классе Формула-1.

## Биография
В 1984 году выступал в европейской Формуле-3, одержал одну победу. С 1986 по 1989 год соревновался в Формуле-3000. В 1990 году безуспешно пытался пробиться на старт гонок чемпионата мира Формулы-1, выступая за команду «ЕвроБрун», но в 14 попытках ни разу не смог преодолеть барьер предквалификации, став, с точки зрения статистики, самым неудачливым пилотом в истории больших призов. Если не считать пилотов Life и Coloni, он всегда, за исключением 1-го этапа, оказывался медленней всех, уступая своему партнёру Роберто Морено по несколько секунд на круге.  С 1991 года участвовал в гонках кузовных автомобилей.

## Результаты гонок в Формуле-1
| Легенда к таблице |                                                                    |
| --- | ------------------------------------------------------------------ |
| В таблице перечислены результаты всех Гран-при Формулы-1, в которых принимал участие гонщик. Строками таблицы являются сезоны, столбцами — этапы чемпионата мира. В каждой клетке указаны сокращённое название этапа и результат, дополнительно обозначенный цветом. Расшифровка обозначений и цветов представлена в нижеследующей таблице. |                                                                    |
| \| Пример \| Описание \| \| ------------ \| ------------------------------------------------------------------ \| \| 1 \| Победитель \| \| 2 \| Второе место \| \| 3 \| Третье место \| \| 5 \| Финишировал, заработав очки \| \| Сход \| Не финишировал, но при этом заработал очки \| \| 12 \| Финишировал, не получив очков \| \| НКЛ \| Финишировал, но не попал в финальную классификацию \| \| 15 \| Участвовал вне зачёта, либо по отдельной классификации \| \| 18 \| Не финишировал, но попал в финальную классификацию \| \| Сход \| Не финишировал \| \| НКВ \| Не прошёл квалификацию \| \| НПКВ \| Не прошёл предквалификацию \| \| ДСК \| Дисквалифицирован \| \| ИСК \| Исключён из протокола соревнований \| \| ТТ \| Заявлен для участия только в тренировках \| \| НС \| Участвовал в квалификации, но не стартовал в гонке \| \| Т \| Травмирован или болен \| \| ОТК \| Отказ от участия \| \| НТР \| Прибыл на соревнования, но на трассу не выезжал \| \| НПР \| Был заявлен в числе участников, но не прибыл к началу соревнований \| \| О \| Соревнования отменены \| \| \| Не участвовал \| \| Поул-позиция \| \| \| Быстрый круг \| \| |                                                                    |
| Пример | Описание                                                           |
| 1 | Победитель                                                         |
| 2 | Второе место                                                       |
| 3 | Третье место                                                       |
| 5 | Финишировал, заработав очки                                        |
| Сход | Не финишировал, но при этом заработал очки                         |
| 12 | Финишировал, не получив очков                                      |
| НКЛ | Финишировал, но не попал в финальную классификацию                 |
| 15 | Участвовал вне зачёта, либо по отдельной классификации             |
| 18 | Не финишировал, но попал в финальную классификацию                 |
| Сход | Не финишировал                                                     |
| НКВ | Не прошёл квалификацию                                             |
| НПКВ | Не прошёл предквалификацию                                         |
| ДСК | Дисквалифицирован                                                  |
| ИСК | Исключён из протокола соревнований                                 |
| ТТ | Заявлен для участия только в тренировках                           |
| НС | Участвовал в квалификации, но не стартовал в гонке                 |
| Т | Травмирован или болен                                              |
| ОТК | Отказ от участия                                                   |
| НТР | Прибыл на соревнования, но на трассу не выезжал                    |
| НПР | Был заявлен в числе участников, но не прибыл к началу соревнований |
| О | Соревнования отменены                                              |
| | Не участвовал                                                      |
| Поул-позиция |                                                                    |
| Быстрый круг |                                                                    |

| Сезон | Команда  | Шасси           | Двигатель | Ш | 1        | 2        | 3        | 4        | 5        | 6        | 7        | 8        | 9        | 10       | 11       | 12       | 13       | 14       | 15  | 16  | Место | Очки |
| ----- | -------- | --------------- | --------- | - | -------- | -------- | -------- | -------- | -------- | -------- | -------- | -------- | -------- | -------- | -------- | -------- | -------- | -------- | --- | --- | ----- | ---- |
| 1990  | EuroBrun | EuroBrun ER189  | Judd      | P | США НПКВ | БРА НПКВ |          |          |          |          |          |          |          |          |          |          |          |          |     |     | -     | 0    |
| 1990  | EuroBrun | EuroBrun ER189B | Judd      | P |          |          | САН НПКВ | МОН НПКВ | КАН НПКВ | МЕК НПКВ | ФРА НПКВ | ВЕЛ НПКВ | ГЕР НПКВ | ВЕН НПКВ | БЕЛ НПКВ | ИТА НПКВ | ПОР НПКВ | ИСП НПКВ | ЯПО | АВС | -     | 0    |